# Mitrospingidae
Los mitrospíngidos (Mitrospingidae) son una familia de aves paseriformes del suborden Passeri, que agrupa a cuatro especies en tres géneros, que habitan en bosques y selvas húmedas de la América tropical (Neotrópico), principalmente en América del Sur (apenas una especie también en América Central). Son conocidos por los nombres populares de tangaras y también fruteros, entre otros. Las especies estaban tradicionalmente incluidas en la familia de los tráupidos (Thraupidae) de donde fueron separadas en la presente familia recientemente propuesta (en 2013), principalmente debido a la distancia genética encontrada entre estas especies y las restantes de la familia anterior.

## Etimología
El nombre de la familia deriva del género tipo Mitrospingus que se compone de las palabras del griego «mitra»: ‘gorro’, ‘sombrero’, y «σπιγγος spingos» que es el nombre común del ‘pinzón vulgar’.

## Características
Son aves de tamaño mediano, midiendo entre 17 y 20 cm de longitud. No existen características morfológicas que unan los géneros de la familia, a nos ser sus afinidades genéticas. Son todas arborícolas y se alimentan predominantemente de frutas.

## Distribución
Se distribuyen de forma bastante fragmentada, desde Costa Rica, en América Central, hasta el noroeste de América del Sur, en el escudo guayanés y en el sur de la cuenca amazónica y en la mata Atlántica del sureste de Brasil.

## Estado de conservación
Todas las especies de la familia presentan preocupación menor según la Unión Internacional para la Conservación de la Naturaleza (IUCN), en septiembre de 2018.

## Taxonomía
Los tres géneros de la nueva familia estuvieron tradicionalmente incluidos en la familia Thraupidae. Sin embargo datos genético-moleculares anteriores no encontraron soporte para esta inclusión. Esto fue posteriormente confirmado por Barker et al. (2013) (2015) que encontraron que Mitrospingus, Orthogonys y Lamprospiza formaban un grupo monofilético y propusieron su inclusión en una nueva familia Mitrospingidae, lo que dejaría a las familias relacionadas monofiléticas. El cambio taxonómico fue aprobado por la American Ornithological Society y ya incorporado por las principales clasificaciones, como el Congreso Ornitológico Internacional (IOC), Clements checklist v.2018, Aves del Mundo (HBW), y el Comité Brasileño de Registros Ornitológicos (CBRO). La Propuesta N° 802 al Comité de Clasificación de Sudamérica relativa a los cambios descritos fue aprobada.

## Lista sistemática de géneros y especies
Según las clasificaciones del IOC y Clements checklist, la familia agrupa a los siguientes géneros y especies con el respectivo nombre popular de acuerdo con la Sociedad Española de Ornitología (SEO):
| Imagen | Género / Autor              | Especies / Nombres comunes                                                                     |
| ------ | --------------------------- | ---------------------------------------------------------------------------------------------- |
|        | Mitrospingus Ridgway, 1898  | - Mitrospingus cassinii - tangara carineguzca; - Mitrospingus oleagineus - tangara dorsioliva. |
|        | Lamprospiza Cabanis, 1847   | - Lamprospiza melanoleuca - tangara piquirroja.                                                |
|        | Orthogonys Strickland, 1844 | - Orthogonys chloricterus - tangara verdioliva.                                                |